# Planina pri Sevnici
Planina pri Sevnici je naselje v Občini Šentjur. Poleg Kozjega je osrednje naselje na Kozjanskem.
Naselje je dobilo ime po istoimenskem gradu. Grad Planina in vas se nahajata pod severnim vznožjem Bohorja (Veliki Javornik 1023 m) na Kozjanskem. Stoji na razvodnem slemenu in prelazu med dolinama Gračnice in Sevnične ter Dobjanskega potoka. Planina pri Sevnici je križišče cest proti Šentjurju, Rimskim Toplicam, Sevnici in Kozjem. Nad vasjo se dvigajo vzpetine: na zahodu Pečine (670 m), na vzhodu Krampil (616 m) in na jugovzhodu razgledna vzpetina z romarsko cerkvijo sv. Križa (730 m).

## Zgodovina
Južno od Planine, na Žvegličevem posestvu, so v 19. st. našli 150 bronastih rimskih kovancev. Naselje je prvič omenjeno že leta 1190 in 1209 kot vinogradniška vas, leta 1345 pa dobi status trga (kopija prangerja stoji še danes). Leta 1598 je omenjeno obzidje. Najprej je imel trg tri letne sejme, leta 1793 je dobil še tri. V letu 1494 so trg izropali Turki, leta 1646 je kraj zajela kuga na kar spominja kamnit steber na poti v Visoče, požar ga je uničil leta 1962. Zaradi mnogih požarom ni ohranjena nobena trška arhitektura.
V 16., 17. in 18. st. je bila Planina prizorišče kmečkih uporov. Leta 1573 je kmečka vojska pod vodstvom Ilije Gregoriča zavzela Planino. Slovence je vodil ključavničar Šterc iz Jurkloštra, ki je bil zaradi izdajstva zaprt v grajsko ječo. Med uporom leta 1635 so kmetje izropali planinski grad. Zadnji upor je bil leta 1790.
Pomemben kraj se je razvil tudi zaradi desetih živinskih sejmov na leto. Cesta Planina - Sevnica je bila zgrajena leta 1868. Šolo so dobili leta 1822, ustanovil jo je graščak Jožef Protasi, novo pa so zgradili leta 1972.
Na čase NOB spominjajo: spomenik padlim (115 žrtvam), spominska plošča na stavbi Krajevne skupnosti, ki govori o tem, da je bil tam sedež leta 1944 sedež okrajnega odbora SKOJ-a za Kozjansko, na stari šoli je plošča, da je bil v šoli partizanski pouk, na Kašti pa plošča v spomin bojem XIII. brige SNOU.
Po podatkih centralnega registra na dan 31. 10. 2010 ima Planina pri Sevnici 403 prebivalce.

## Znamenitosti
Trg Planina ima muzejski zbirki (zbirko etnoloških predmetov Janeza Šmida in stalno razstavo »Kozjansko žari«) in grad z grajsko kaščo ter grajskim parkom z zaščiteno turško lipo.
V bližnji gotski cerkvi sv. Vida naj bi se poročila Friderik II. Celjski in Veronika Deseniška. 
Zanimiv je sprehod mimo kapelic križevega pota do bližnjega hriba Sv. Križ (733 m) ali po markirani planinski poti od Bohorja do Sedlarjevega in do slapov reke Gračnice.

### Cerkev Svete Marjete
Cerkev Svete Marjete je iz prve polovice 15. st., zvonik so ji prizidali v 17. st. Kapeli sta iz okoli 1700. Ladjo so podaljšali, vanjo vgradili dve empori in kostnico, ki so jo leta 1871 odstranili. Današnja zakristija je iz leta 1878. Prezbiterij je gotsko obokan, na stenah so sledi poslikav iz konca 15. st. Veliki oltar je iz leta 1780, stranska pa verjetno iz 1735, napravil naj bi ju kipar Janez Pogačnik iz Konjic. Jožefov oltar iz leta 1720 je bil prinesen iz grajske kapele. Frančiškov oltar iz prve kapele je iz okoli 1730. V zakristiji je slika sv. Marjete iz okoli 1760, delo rogaškega slikarja Antona Lerchingerja.
Cerkev je bila sedež vikariata že pred letom 1452, ki so ga po požaru leta 1450 preselili v Šentvid pri Planini. Sedež župnije je v Planini od leta 1909.

### Cerkev Svetega Križa
Podružnična cerkev Svetega Križa se prvič omenja že leta 1414. Sedanja stavba je iz začetka 18. st. Leta 1737 so ji prizidali zvonik, leta 1847 pa zakristijo in kapelo. Veliki oltar je iz leta 1847. Zanimiv je glažutarski lestenec iz srede 19. st.. Križev pot predstavlja 12 kapelic iz leta 1801. Anton Pavlič iz Buč jih je poslikal leta 1929.

### Grad
Grad Planina leži na 33 m visokem strmem skalnatem grebenu nad trgom. Graditi so ga začeli v 10. ali 11. st., končali pa verjetno v 12. stoletju. Prvič je omenjen leta 1190. Njegovi lastniki so bili Krški škofje oziroma Vitezi Planinski. V 13. st so jim sledili Ostrovrharji (1249), v 14. st. pa Celjski grofje (1345-1456). Sledili so razni deželni knezi in najemniki, med najbolj znanimi so bili Mosconi (1588-1768) in Protazi (1823). Leta 1884 so gradu odstranili streho, nakar je postal razvalina, ki se je ohranila vse do danes. 
Jedro gradu je bilo romansko, južna stran pa gotska. Na severni steni je zanimiva zidava v obliki ribje kosti, značilna za antiko oziroma zgodnjo romaniko. Grad je imel podolžno oblikovan palacij z velikimi kletmi. Imel je dve nadstropji in velike podstrešne prostore. Ob vhodu je stal visok okrogel stolp, na severu, 100 m vstran, pa še en stolp, ki je varoval dovozno cesto na grad. Grad je bil obzidan na zahodni, severni in vzhodni strani. 

## Znani krajani
- V Planini se je rodila nemška pisateljica slovenskega rodu Ana Wambrechtsamer (1897 - 1933), nemška pripovednica, znana predvsem po romanu Danes grofje celjski in nikdar več. Pokopana je na Planini, na rojstni hiši je spominska plošča.
- Jeanetta Foedransberg (1885 - 1956) glasbena pedagoginja, operna in koncertna pevka.
- 22. april 1973 se je tu rodil slovenski glasbenik, humorist, kantavtor, športni delavec in funkcionar Janko Narat, poznan kot Jenki.
- Angelca Žerovnik, slovenska defektologinja in specialna pedagoginja, političarka, pisateljica

## Galerija slik
- Kižev pot k Cerkvi sv. Križa